# Isofon

Fletcher-Munsondiagram med isofonkurvor från standarden ISO 226:2003 i rött, med den ursprungliga versionen i blått.

Isofon betyder lika hörselintryck, och används för att beskriva sambandet mellan den ljudnivå som vid olika frekvens ger samma intryck av ljudstyrka. Detta åskådliggörs vanligtvis med kurvor, så kallade isofonkurvor och ibland Fletcher-Munsonkurvor, vilka bildar ett Fletcher-Munsondiagram. (Data från de ursprungliga mätningarna av Fletcher och Munson används dock inte längre.) Anledningen till att isofonkurvor används, och inte består av en rak linje, är att det mänskliga hörselsinnet uppfattar olika frekvenser olika starkt. Isofonkurvan beskriver vilken kompensation för detta som behöver göras om hörselintrycket ska bli lika starkt vid varierande frekvens.